# Pseudobradya maxima
Pseudobradya maxima är en kräftdjursart som beskrevs av Lang 1935. Pseudobradya maxima ingår i släktet Pseudobradya och familjen Ectinosomatidae. Arten är reproducerande i Sverige. Inga underarter finns listade i Catalogue of Life.